# Halil Şerif Pasha
Halil Şerif Pasha   (El Caire, 20 de juny de 1831 - Constantinoble, 12 de gener de 1879), transliterat sovint com a Halil Sherif Pasha o Khalil Sherif Pasha, fou un home d'estat, diplomàtic i col·leccionista d'art otomano-egipci que visqué durant el període de Tanzimat. La seva col·lecció d'art fou descrita per Théophile Gautier com «la primera en ser formada per un fill de l'Islam». Estigué involucrat en afers diplomàtics posteriors a la Guerra de Crimea i també serví com a ministre d'exteriors de l'Imperi Otomà.
És conegut per haver comissionat les obres El somni i L'origen del món de Gustave Courbet, al qual fou introduït per Sainte-Beuve. La segona pintura és possible que sigui de la seva llavors amant, Constance Quéniaux. També adquirí El bany turc d'Ingres i altres obres de Delacroix, Troyon, Daubigny, Meissonier, Corot, Rousseau i Gerome. El gener de 1868 vengué la seva col·lecció d'art just abans de marxar per ser ambaixador otomà a Viena.